# Seemann
«Seemann» (с нем. — «Моряк») — второй сингл группы Rammstein из первого альбома Herzeleid. Песня «Seemann» — полностью заслуга басиста Rammstein Оливера Риделя.

## Видеоклип
В видеоклипе участники Rammstein пытаются вытащить корабль из песка, пока Тилль стоит на палубе и поёт.
Съёмки проходили в Гамбурге, в заброшенном доке. Помимо членов группы, в клипе снялась Анна Миннеманн.

## Живое исполнение
Впервые песня была исполнена на новогоднем выступлении 1994 года в Saalfeld, Германия. Затем песня исполнялась практически на каждом выступлении Herzeleid тура. В Mutter и Ahoi турах песня не исполнялась. Спустя практически 10 лет, 8 ноября 2009 года, её снова исполнили в рамках Liebe ist für alle da тура. Исполнялась только в 2009 году, затем песня была убрана из сет-листа, а «плавание на лодке» Кристиана Флаке Лоренца по фан-зоне был перемещён на песню «Haifisch».
В 2016 году песню вернули в концертный сет-лист и она исполнялась на каждом концерте фестивального тура 2016-2019. С 2019 года не исполняется.

## Список композиций
| №  | Название                                                | Длительность |
| -- | ------------------------------------------------------- | ------------ |
| 1. | «Seemann (Album Version)» (Моряк)                       | 4:48         |
| 2. | «Der Meister (Album Version)» (Хозяин)                  | 4:10         |
| 3. | «Rammstein In The House (Timewriter Remix)» (Раммштайн) | 6:24         |

## Кавер-версия группы Apocalyptica
Финская группа Apocalyptica, исполняющая метал на виолончелях, совместно с Ниной Хаген записала кавер на песню «Seemann», который вошёл в альбом Reflections. Также кавер был выпущен вместе с синглом 6 октября 2003 года.

### Список композиций
1. Seemann (Radio Edit) — 4:03
2. Seemann (Album Version) — 4:43
3. Heat — 3:22

Другие версии содержат:
1. Seemann (Radio Edit) — 4:03
2. Faraway — 3:31

## Над синглом работали
- Тилль Линдеманн — вокал
- Рихард Круспе — соло-гитара
- Пауль Ландерс — ритм-гитара
- Оливер Ридель — бас-гитара
- Кристоф Шнайдер — ударные
- Флаке Лоренц — клавишные